# مدیسون اسکوئر گاردن اسپورتس

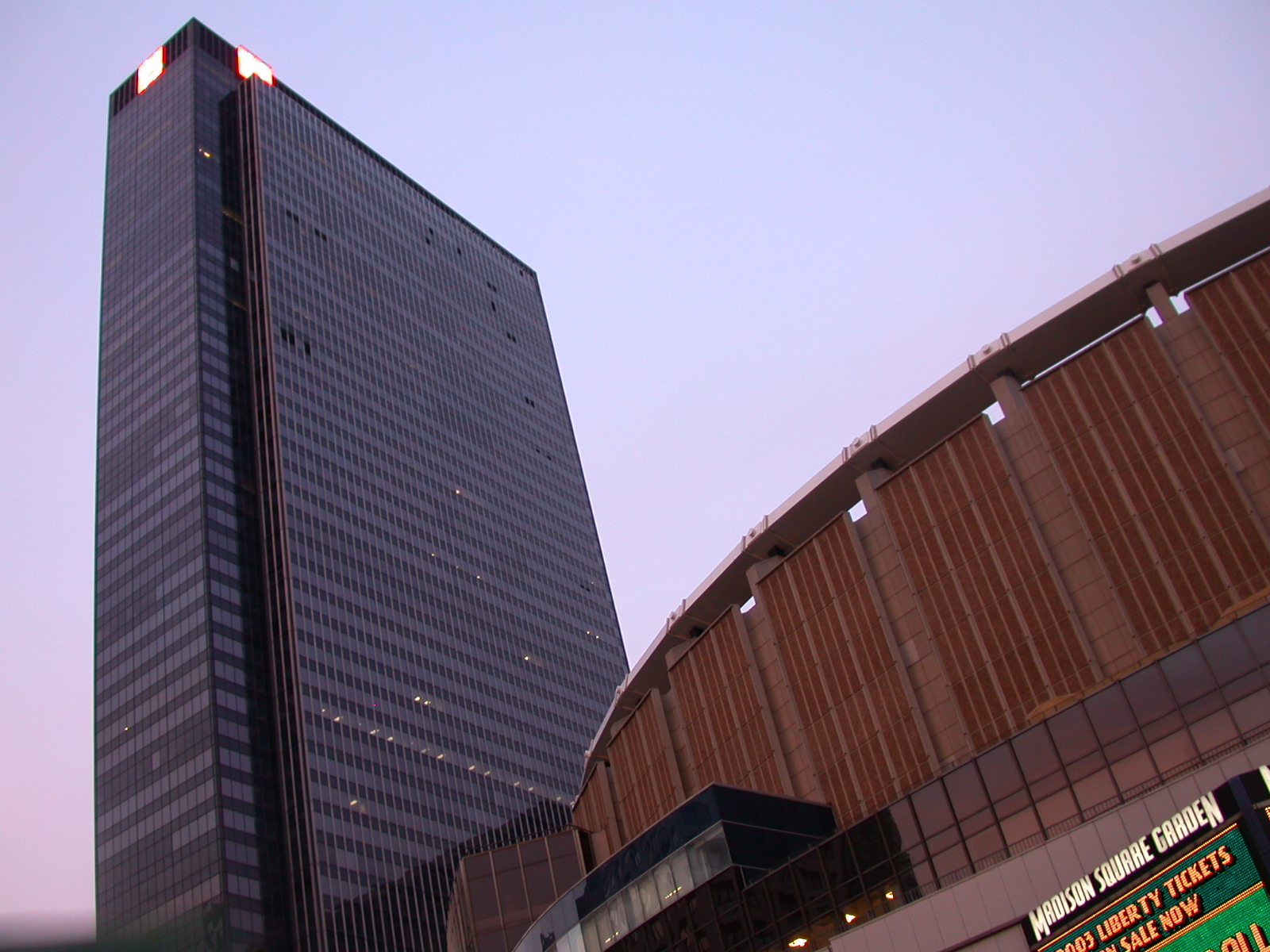
تصویر مدیسون اسکوئر گاردن اسپورتس

مدیسون اسکوئر گاردن اسپورتس (انگلیسی: Madison Square Garden Sports) شرکت سرگرمی آمریکایی است، که در سال ۲۰۱۰ تأسیس شد.